# Поселення Кукутень-Трипільської культури

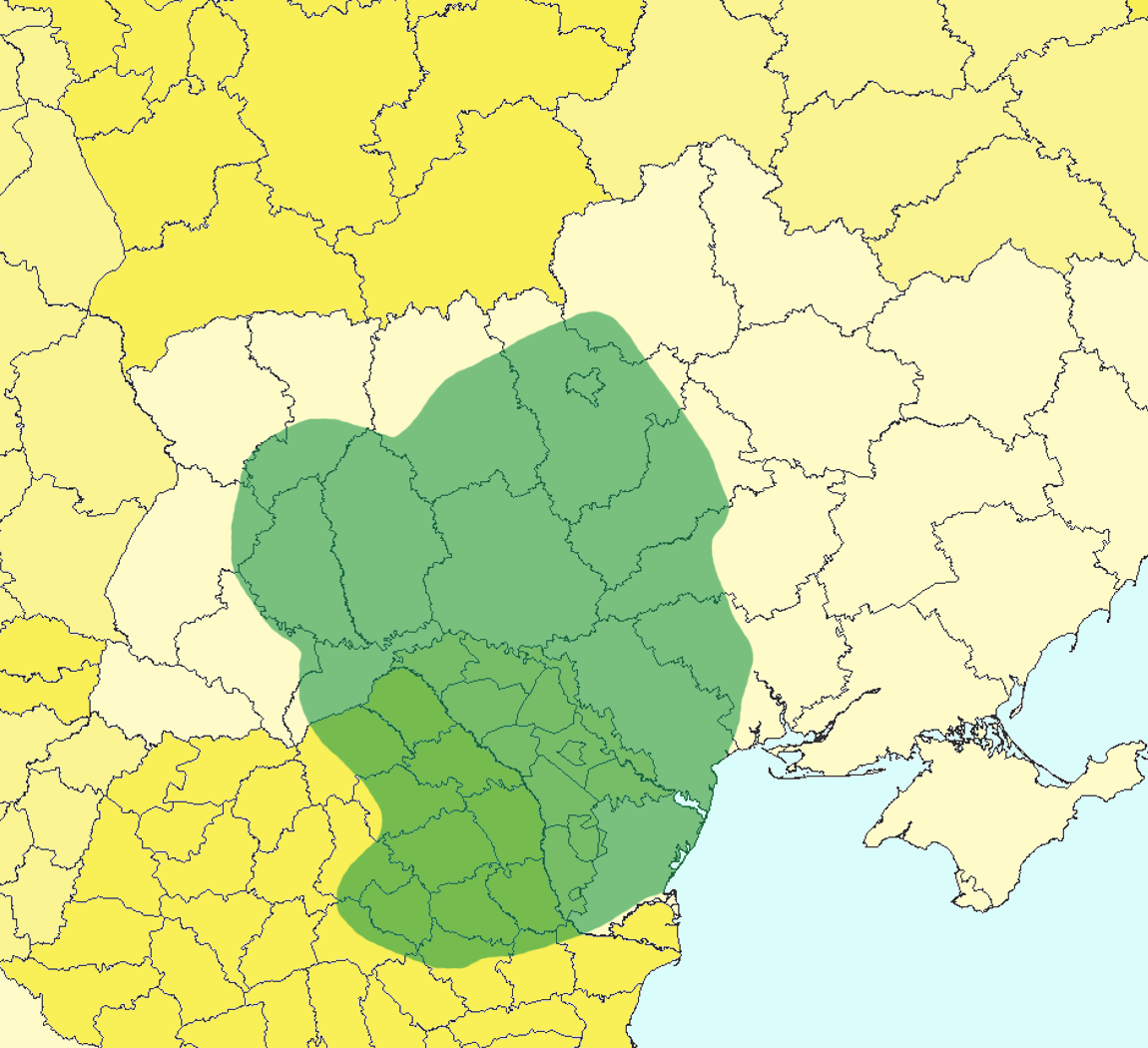
Карта орієнтовного максимального поширення Кукутень-Трипільської культури (всі періоди)

Вивчення поселень Кукутень-Трипільської культури дає важливу інформацію про ранню історію Європи. Кукутень-Трипільська культура, яка існувала на території сучасних південно-східних європейських держав Молдови, Румунії та України в епоху неоліту та мідного віку, приблизно з 5500 до 2750 років до нашої ери, залишила тисячі руїн поселень, що містять велику кількість археологічних артефактів, засвідчуючи їх культурні та технологічні характеристики.
Останні дослідження (2014 р.) свідчать, що деякі з найбільших мега-міст містили до 3 000 споруд і, можливо, від 20 000 до 46 000 мешканців. Майданецьке поселення могло містити майже 3 000 будинків і населення від 12 000 до 46 000 осіб, а середня кількість населення становила 29 000 осіб. Доброводи і Тальянки приблизно з населенням до 16 200 і 21 000 осіб.
З точки зору загального розміру, деякі з Кукутень-Трипільських пам’яток, такі як Тальянки (з населенням 15 000 осіб і площею приблизно 450 гектарів – 1100 акрів) в Уманському районі України, є такими ж великими (або, можливо, навіть більшими), як і більш відомі міста-держави Шумеру на Родючому півмісяці, а ці східноєвропейські поселення передували шумерським містам більш ніж на півтисячоліття. Причина, чому академіки не визначили гігантські поселення Кукутень-Трипільської культури «містами», полягає у відсутності переконливих доказів внутрішньої соціальної диференціації чи спеціалізації. Однак серед вчених точаться дебати щодо того, чи слід називати ці поселення протомістами. Поселення Кукутені-Трипілля зазвичай розташовувалися в місцях, де геоморфологія створювала природні бар’єри для захисту ділянки, переважно з використанням високих річкових терас або країв каньйонів. Природні перешкоди доповнювали огорожами, земляними валами та ровами або ще складнішими дерев'яними та глиняними валами. Роль укріплень, знайдених на цих поселеннях, ймовірно, полягала в захисті стада домашніх тварин племені від диких хижаків. Інші гіпотези свідчать про те, що укріплення були для захисту від ворожих нападів або як засіб для збору громади.  Роль цих укріплень, однак, досі є предметом дискусій серед науковців.
Найпоширенішою схемою забудови поселень Кукутені-Трипілля було розміщення більшості будівель круговою схемою навколо центральної споруди; деякі приклади такого розташування були знайдені в Тирпешті, Іоблоні, Березівці, Онопрієвці та Решкані.  Найдавніші села складалися з десяти-п'ятнадцяти хат, збудованих з тину та глини. У період свого розквіту поселення розширювалися до кількох сотень великих хатин, іноді двоповерхових. Ці будинки зазвичай опалювалися піччю, мали круглі вікна. У деяких хатах були печі, які використовувалися для випалювання характерної кераміки, якою відома Кукутень-Трипільська культура.
Ці поселення періодично зазнавали актів руйнування та відтворення, оскільки кожні 60–80 років їх спалювали, а потім відбудовували. Деякі вчені припустили, що жителі цих поселень вірили, що кожен будинок символізує органічну, майже живу істоту. Кожен будинок, включаючи його керамічні вази, печі, статуетки та незліченну кількість предметів, зроблених із швидкопсувних матеріалів, розділяв те саме коло життя, і всі будівлі в поселенні були фізично пов’язані між собою як більша символічна сутність. Як і у випадку з живими істотами, поселення, можливо, також мали життєвий цикл смерті та відродження.
Коли поселення ставали більшими, будинки розташовувалися двома еліптичними рядами, розділеними проміжком у 70-100 метрів (220-320 футів). Кожне домогосподарство було майже повністю самодостатнім у цих громадах, наче замість того, щоб жити в межах поселення, кожна сім'я жила далеко від міста і сусідів у сільській місцевості. У цих поселеннях бракувало громадської інфраструктури, що змушувало мешканців включати всі аспекти свого життя у власне житло; печі, грубки, робочі та спальні зони містилися в одному просторі зі священними вівтарями сім'ї. Таким чином, будівлі поєднували в собі і священні вівтарі, і житло. Таким чином, будівлі включали в себе як сакральне, так і профанне, що деякі представники влади вважають доказом на користь того, що мешканці розглядали свої будинки як живі істоти.

## Найбільші населені пункти

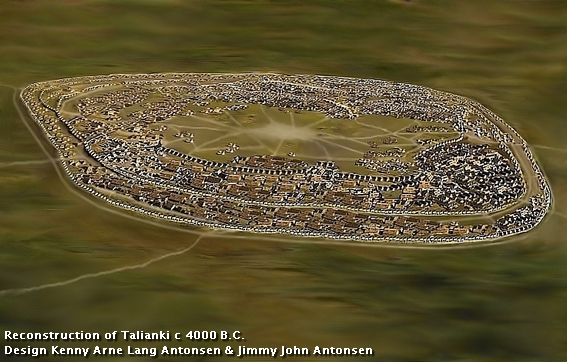
Реконструкція трипільського мегастоянки Тальянки 4000 до нашої ери

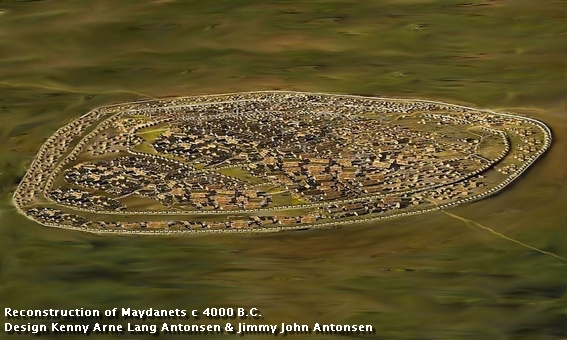
Реконструкція п.Майданецьке 4000 до нашої ери

Існування поселень-гігантів було відкрито в 1960-х роках, коли військовий топограф К.В. На деяких аерофотознімках Шишкін помітив наявність своєрідних плям.
Вчені висувають дві теорії щодо поштовху до формування великих поселень Кукутені-Трипілля:
- Що вони створювалися у відповідь на загрозу загарбників або напади людей з відкритих степів.
- Що вони з’явилися внаслідок природного розвитку та зростання, що включало загрозу міжплемінних воєн з боку інших поселень Кукутені-Трипілля, оскільки зростання населення чинило економічний та соціальний тиск на обмежені ресурси території.[7]

Український археолог Іван Черняков пояснює великі розміри деяких поселень Кукутені-Трипілля їхньою сільськогосподарською системою, на яку вплинули кліматичні зміни протягом багатьох років. Це можна побачити, досліджуючи історичні та сучасні зміни рівня моря в Чорному морі.
Деякі з цих великих поселень включають:
- Тальянки, Україна - бл. 3700 р. до н.е. - до 21 000 мешканців, до 2700 будинків, площа 450 га (1100 акрів).[6] Тальянки були найбільшим трипільським поселенням близько 3700 р. до н.е., після початку регулярних розкопок у 1981 р. було досліджено понад 42 одиниці житла і кілька ям.
- Доброводи, Україна - бл. 3800 р. до н.е. - до 16 200 мешканців, займала площу 250 га (600 акрів, досліджені залишки 5 жител).[6]
- Майданецьке, Україна – с. 3700 до н.е. – до 46 тис жителів, з 29 000 як найбільш вірогідним (імовірно, між 6000 і 9000 жителів) біля 3600–3500 до н.е., досліджено 34 будинків і 12 ями (1972–1991)[7] до 3 тис будинків, і займав площу 270 га (660 акрів). [6]
- Небелівка, Україна - бл. 4000 р. до н.е., до 300 га (740 акрів) і 15 000 жителів.
- Веселий Кут, Україна — площа 150 га.
- Косенівка, Україна — площа 120—180 га.[7][13]

Британсько-українська археологічна експедиція 2009 року, організована Джоном Чепменом і Михайлом Відейко, зосередилася на 300-гектарному мега-кластері Небелівка в Кіровоградській області, що дозволило створити геофізичну ділянку площею 15 га з понад 50 спаленими спорудами і невеликою кількістю незгорілих, а також ямами та іншими аномаліями. Були розкопані залишки одного будинку. Це поселення, датоване періодом B II Трипільської культури, було найбільшим у період близько 4000 років до нашої ери.
З мегапоселеннями культури Кукутені-Трипілля, що розпочалися у 4300 році до н.е., період дуже великих поселень триватиме майже 2 000 років. На сьогоднішній день (2014 рік) у Молдові, Україні та Румунії виявлено понад 2 440 поселень Кукутень-Трипілля. 194 (8%) з цих поселень мали площу понад 10 гектарів між 5000-2700 роками до н.е. і більше 29 поселень мали площу в діапазоні 100-450 гектарів і 2 800 будинків.
Поселення були переважно адміністративними, військовими та релігійними центрами, а не ремісничими. Типова трипільська ієрархія була однією домінуючою «столицею» з населенням до 15 тис. осіб і площею понад 100 гектарів, ця столиця була оточена містами-супутниками, як правило, розміром 10–40 га та селами в межах 2–7 гектарів. Столиця контролювала території на відстані до 20 км (12,5 миль) від центру.
Останні дослідження вказують на те, що поселення мали трирівневу ієрархію поселення з можливістю існування державних суспільств. Розкопані мегаспоруди дозволяють припустити наявність громадських будівель для зустрічей чи церемоній.
Нижче наведено список найбільших населених пунктів із приблизним часом піку чисельності населення. Пам’ятайте, що оцінки населення стародавніх поселень завжди слід сприймати з обережністю, з різними інтерпретаціями в залежності від дослідника.
| 5000–4600 до нашої ери | 4300–4000 до нашої ери        | 4000–3600 до нашої ери               | 3600–3200 до нашої ери      | 3200–2750 до нашої ери |
| ---------------------- | ----------------------------- | ------------------------------------ | --------------------------- | ---------------------- |
| Могильне. 500–800      |                               |                                      |                             |                        |
|                        | Веселий Кут. 5000–7500        |                                      |                             |                        |
|                        | Небелівка. 10 000–15 000      |                                      |                             |                        |
|                        | Трипілля. 6600–10000          |                                      |                             |                        |
|                        | Миропілля. 6600–10000         |                                      |                             |                        |
|                        | Харківка. 3300–6500           |                                      |                             |                        |
|                        | Глибочок. 3300–6500           |                                      |                             |                        |
|                        | П'янешкове. 3300–6500         |                                      |                             |                        |
|                        | Вільховець. 3300–6500         |                                      |                             |                        |
|                        | Федорівка, Україна. 3300–6500 |                                      |                             |                        |
|                        |                               | Томашівка. 6600–10000                |                             |                        |
|                        |                               | Майданецьке поселення. 10 000–46 000 |                             |                        |
|                        |                               | Доброводи. 10 000–16 200             |                             |                        |
|                        |                               | Тальянки. 6 300–15 000–30 000        |                             |                        |
|                        |                               | Христинівка. 3300–6500               |                             |                        |
|                        |                               | Володимирівка. 3300–6500             |                             |                        |
|                        |                               | Перегонівка. 3300–6500               |                             |                        |
|                        |                               | Владиславчик. 3300–6500              |                             |                        |
|                        |                               |                                      | Чичиркозівка. 10 000–15 000 |                        |
|                        |                               |                                      | Квітки. 5000–7500           |                        |
|                        |                               |                                      | Ксаверове. 3300–6500        |                        |
|                        |                               |                                      | Ялтушків. 3300–6500         |                        |
|                        |                               |                                      | Сушківка. 3300–6500         |                        |
|                        |                               |                                      | Стіна, Україна. 3300–6500   |                        |
|                        |                               |                                      | Романівка. 3300–6500        |                        |
|                        |                               |                                      | Розсохуватка. 3300–6500     |                        |
|                        |                               |                                      | Аполянка. 3300–6500         |                        |
|                        |                               |                                      |                             | Аполянка. 3300–6500    |
|                        |                               |                                      |                             | Косенівка. 3300–6500   |
|                        |                               |                                      |                             | Кочержинці. 3300–6500  |

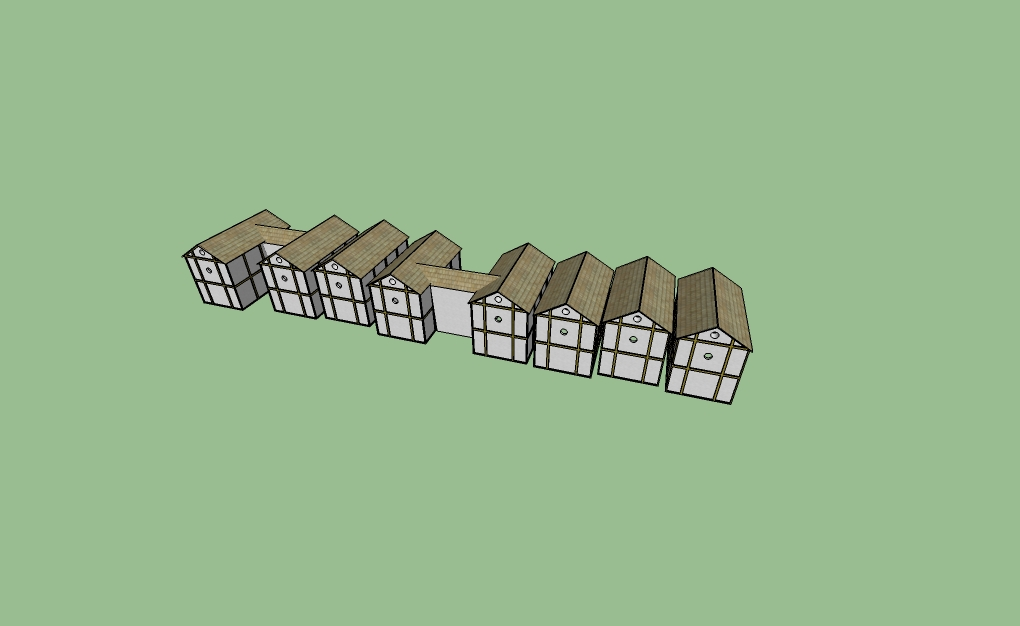
Взаємопов'язані будинки на Майданецькому городищі. На основі дослідження 1996 року українського вченого Михайла Відейка.
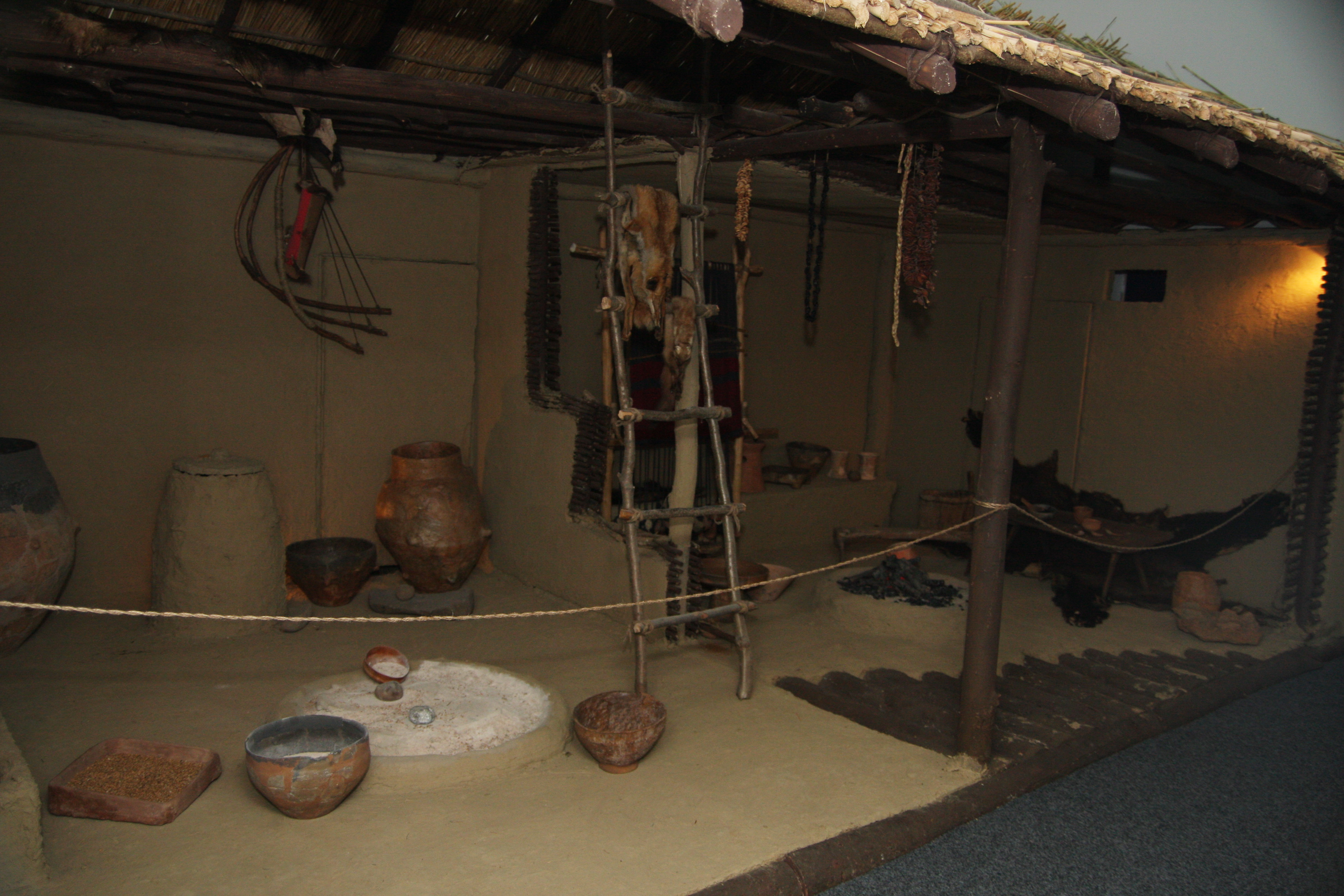
Реконструкція інтер’єру будинку в Археологічному музеї П'ятра-Нямц, Румунія.
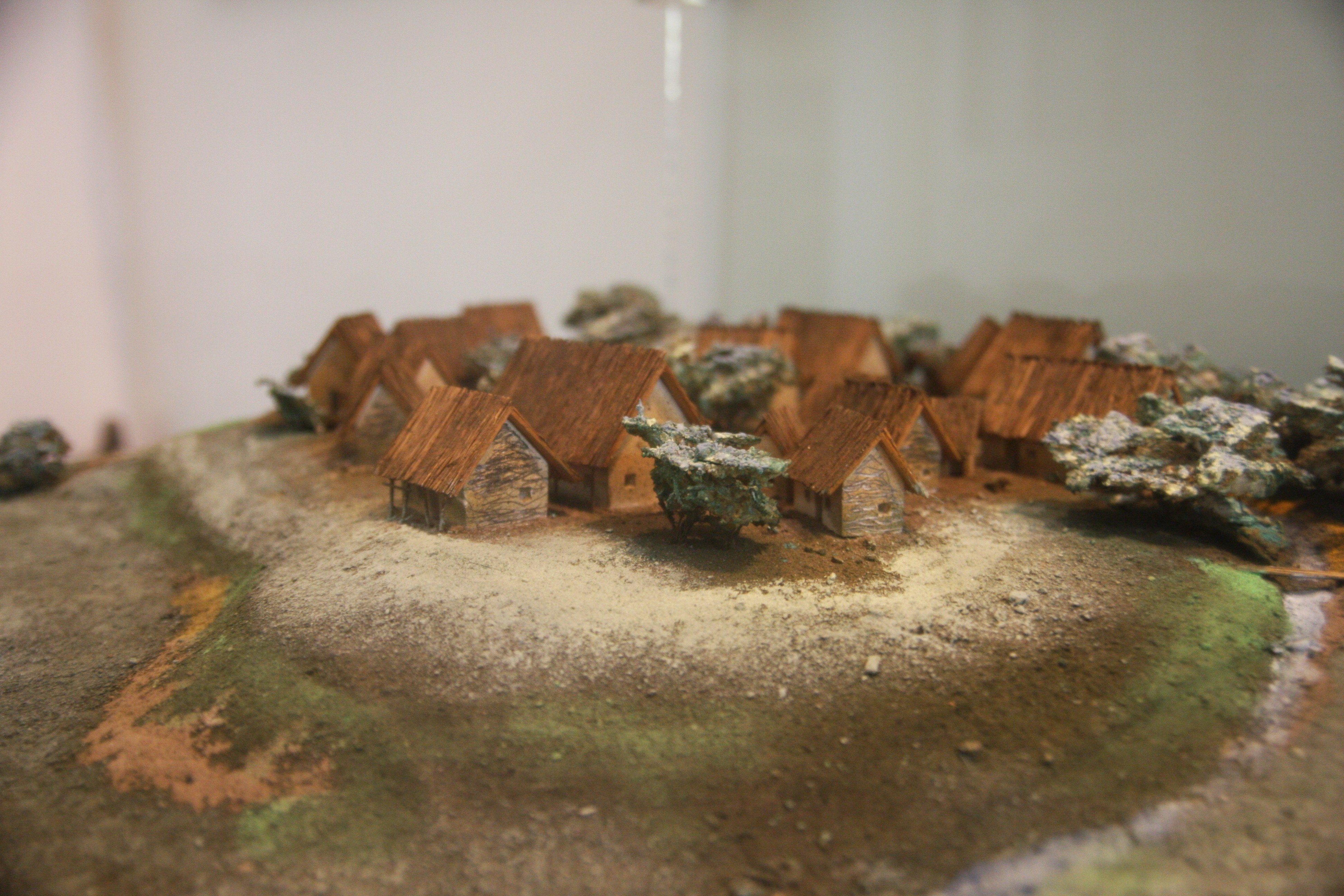
Масштабне відтворення Кукутень-Трипільського села.
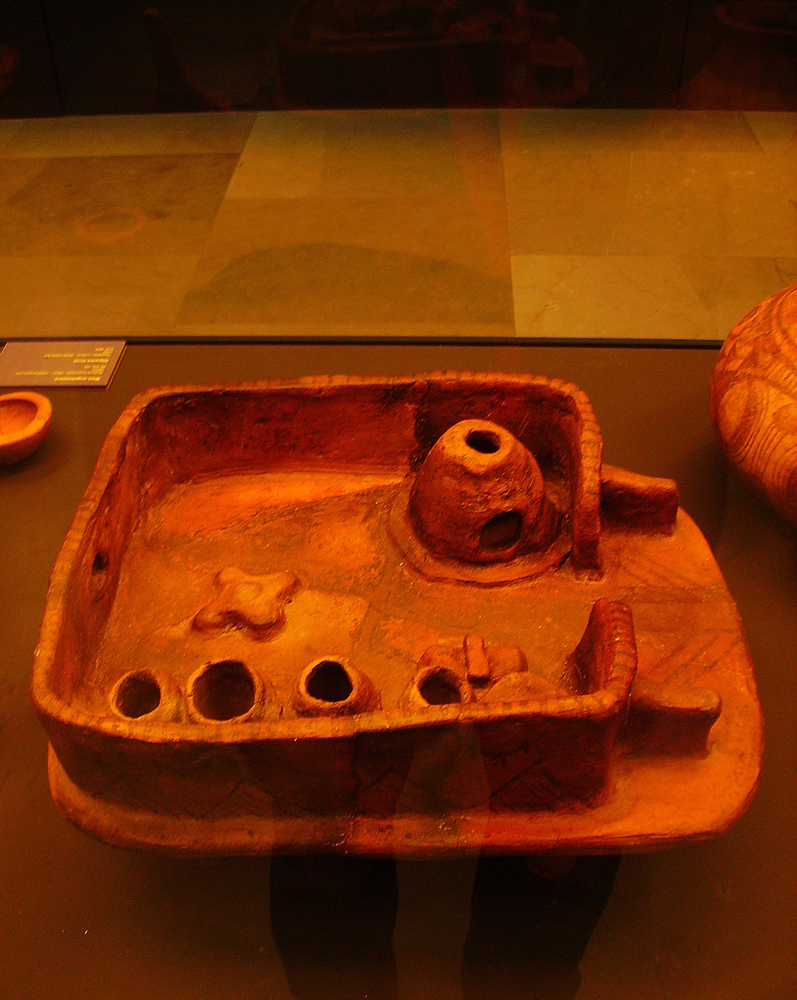
Глиняна модель Кукутень-Трипільської хати, на якій угорі праворуч зображена гончарна піч, а ліворуч – вогнище у формі хреста.
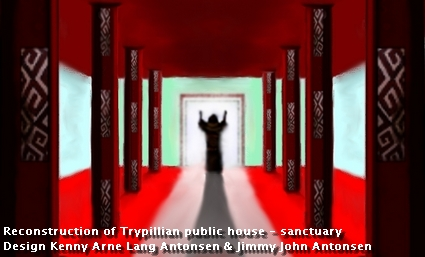
Реконструкція громадського будинку - святині з Майданецькому.

Зрештою, великий масштаб поселень Кукутень-Трипілля міг сприяти занепаду їхнього суспільства, згідно з теорією, яка пов'язує їхній розпад з екологічним фактором. Через драматичну глобальну зміну клімату близько 3200 р. до н.е. територія Кукутені-Трипільської культури могла бути занурена в руйнівний кліматичний катаклізм «пиловового казана». З їхньою залежністю від сільського господарства для виробництва продуктів харчування, прогодувати численних мешканців цих великих поселень було б неможливо, що призвело б до драматичного кінця землеробського суспільства Кукутені-Трипілля і заміни його на більш пристосованим до посушливого клімату скотарським кочовим суспільством прото-індоєвропейців, яке прийшло слідом за ним.
Нещодавні дослідження, засновані на геофізичній розвідці та розкопках низки великих поселень або "мегаполісів", свідчать про те, що вони занепали частково через процес соціального дроблення, оскільки нові ієрархічні моделі прийняття рішень були відкинуті громадами, політично організованими в автономні сегментовані лінії.

## Дивись також
- Доісторична Румунія
- Історія України
- Неолітична Європа